# Веснушки (танцевальный коллектив)
«Веснушки» — танцевальный коллектив (официальное название — Народный хореографический коллектив эстрадного танца «Веснушки»).
Танцевальная группа основана Дудкиной Еленой Васильевной в Зеленодольске в 1999 году. Стиль — народный и эстрадный танец, а также стиль модерн. Свои занятия коллектив проводит в |Дворце культуры «Родина».

## Участие на конкурсах
Коллектив «Веснушки» участник не только конкурсов и фестивалей Республики Татарстан, но также и финалист Всероссийских конкурсов:
- Коллектив каждый год участвует в открытым республиканском телевизионном молодёжном фестивале эстрадного искусства «Созвездие-Йолдызлык» и не раз становился финалистом конкурса[1]
- С 29 апреля по 3 мая 2008 года в Иванове проходил Российский конкурс детского художественного творчества и в номинации «Лучший ансамбль эстрадного танца» коллектив завоевал первое место[2].
- В мае 2010 года коллектив стал лауреатом первой степени на проходившем в городе Балаково Саратовской области открытом российском конкурсе-фестивале «Синяя птица» в номинации «Эстрадный танец»[3].

## Благотворительность
«Веснушки» — частый гость на острове Свияжск. Коллектив несколько раз давал бесплатные концерты в местной школе, а также был приглашен на праздник в честь 460-летия основания острова-града.